# Bal

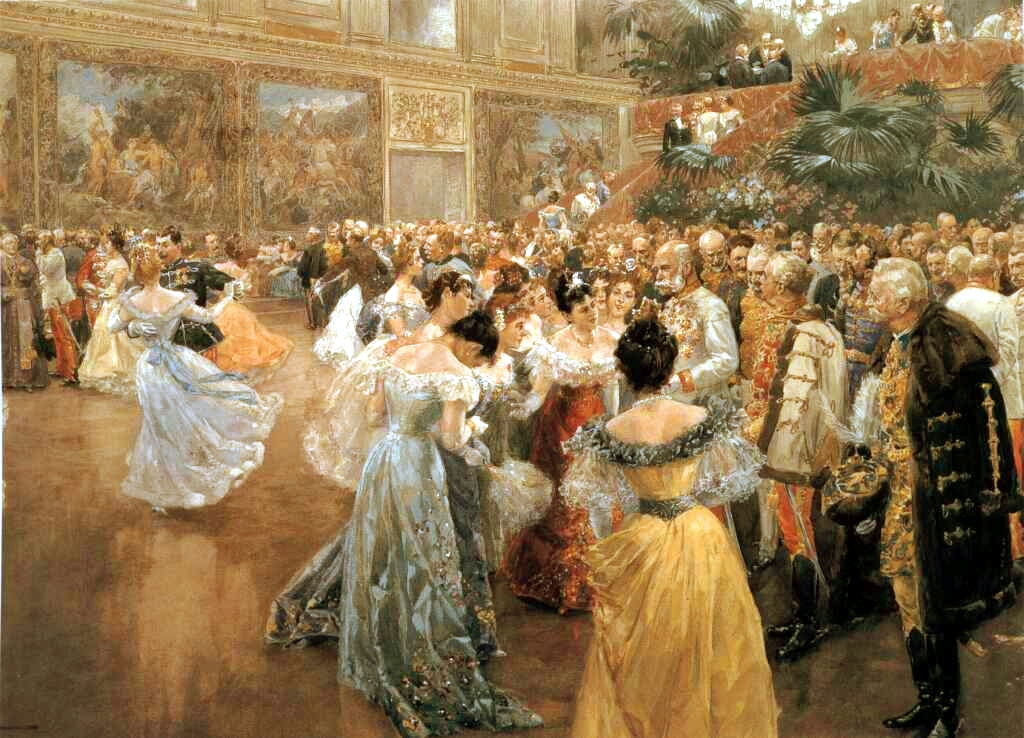
Adunare de aristocrați în jurul împăratului Franz Joseph la un bal în Palatul Hofburg, pictură de Wilhelm Gause (1900).

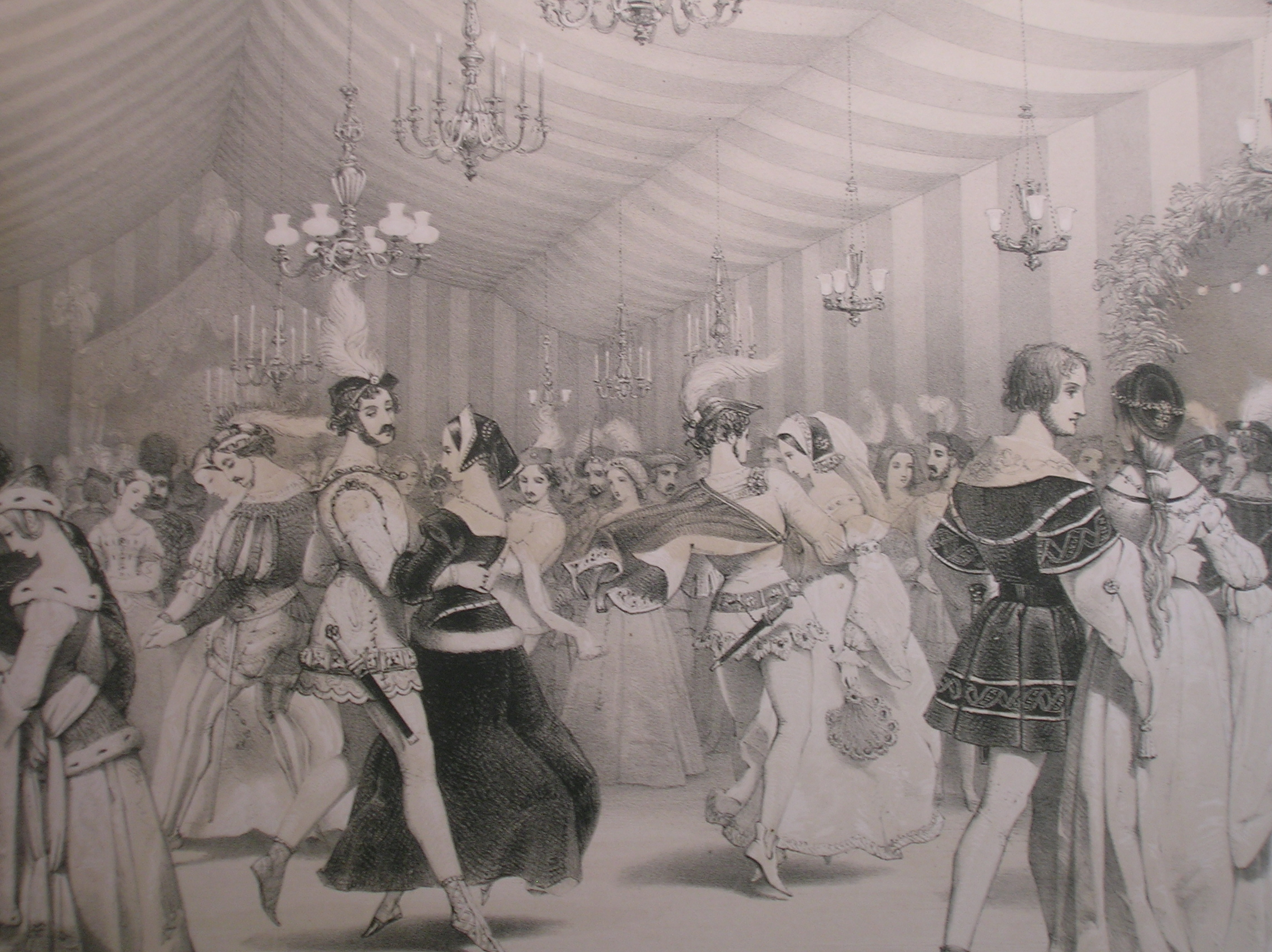
Bal medieval la Castelul Eglinton, Scoția, în 1839.

Bal este un gen de eveniment pentru dans social.
Cuvântul „Bal” este derivat din cuvântul latin „ballare”, care înseamnă „a dansa”; termenul a fost derivat de asemenea în „bailar”, care înseamnă „dans” în spaniolă și portugheză.
În limba engleză și catalană, cuvântul pentru „bal” este „ball”.